# Heinrich Maier
Heinrich Maier (Großweikersdorf, 16 febbraio 1908 – Vienna, 22 marzo 1945) è stato un presbitero e partigiano austriaco, tra le ultime persone giustiziate sotto il regime hitleriano.

## Biografia
Heinrich Maier è nato il 16 febbraio 1908 a Großweikersdorf. Suo padre, chiamato anche lui Heinrich Maier, era un funzionario delle Ferrovie dello Stato austriache reali imperiali. Sua madre Katharina Maier, nata Giugno (- apparentemente dalla parte di lingua italiana dell'Austria-Ungheria), era la figlia di un agente di polizia. Maier era un sacerdote cattolico romano, educatore, filosofo e membro della resistenza austriaca. Il gruppo di resistenza cattolico da lui guidato è considerato uno dei più importanti nella guerra alleata durante la seconda guerra mondiale.
Maier costituì il gruppo di resistenza in contrasto con le istruzioni espresse dai suoi superiori ecclesiastici e coinvolgendo rappresentanti di tutte le posizioni politiche, anche in vista di una possibile cooperazione politica nel dopoguerra;  Maier progettava un'Austria democratica sotto la corona asburgica. Il gruppo di Maier riuscì a trasmettere agli alleati informazioni cruciali come mappe e posizioni degli impianti di produzione delle V-1 e V-2, dei carri armati Tiger e degli aeroplani Messerschmitt Me 109 e Me 163 Komet utilizzate poi per bombardarne le fabbriche. Con queste informazioni, gli alleati furono in grado di condurre l'Operation Crossbow e l'Operation Hydra, entrambe importanti per l'Operation Overlord.
Il gruppo di resistenza fornì anche informazioni sugli impianti di produzione di importanti beni bellici come cuscinetti a sfera e carburante ed era in contatto con i combattenti italiani della resistenza tramite il membro Walter Caldonazzi. Maier e il suo gruppo inoltre trasmisero al servizio segreto statunitense OSS molti dati relativi agli stermini che avvenivano ad Auschwitz. Il gruppo di resistenza fu scoperto nella primavera del 1944 da un agente infiltrato.
Maier e molti dei suoi compagni d'armi furono pesantemente torturati dalla Gestapo, internati in un campo di concentramento e giustiziati poche settimane prima della fine della guerra.